# قانون‌نگر
قانون‌نگر به طور تحت‌الفظی به معنای "گزاره قانون" (مشتق از یونانی) است و در فلسفه مورد استفاده قرار می گیرد (رجوع کنید به قانون‌نگر و اندیشه‌نگار )، روانشناسی و قانون با معانی متفاوت. در روانشناسی ، مقیاس های قانون‌نگر بر خلاف مقیاس های نسبی یا اندیشه‌نگر است، که در آن مقیاس های قانون‌نگر مقیاس هایی هستند که در یک نمونه نسبتاً بزرگ مشاهده می شوند و چشم انداز کلی تری دارند، در حالی که رویکرد اندیشه‌نگار مربوط به یک مورد مفردتر است همانطور که در مطالعات موردی انجام می شود.